# Самбен, Юг
Юг Самбен, или Гуго Самбен (фр. Hugues Sambin; ок. 1520, Гре, Франш-Конте — 1601, Дижон) — французский мастер-мебельщик, инженер-гидротехник, архитектор, рисовальщик-орнаменталист, декоратор и гравёр школы Фонтенбло.

## Биография
Юг Самбен родился около 1520 года в семье потомственных плотников и мебельщиков. Зарекомендовал себя в Дижоне в роли мастера-краснодеревщика (maître-menuisier), а также проектировщика и декоратора. Работая во дворце Фонтенбло, среди мастеров, условно объединяемых в школу, которая являлась главным центром искусства французского Ренессанса, Самбен познакомился с работами Россо Фьорентино и Франческо Приматиччо, а также последующего периода французского маньеризма (так называемой Второй школы Фонтенбло 1590—1620 годов).
Вероятно, совершил поездку в Италию. Вернувшись в Дижон в 1547 году, он женился на дочери Жана Будрийе, мастера-плотника из Труа, перебравшегося в Дижон, от которого через несколько лет, в 1564 году, принял на себя управление мастерской. У супругов было четверо детей, двое из них стали художниками.
Продолжая свою деятельность в качестве скульптора, он в 1564 году стал руководителем (surintendant) работ, а также мероприятий, проводившихся по приёму короля Карла IX в Дижоне. В 1571 году художник временно вернулся во Франш-Конте, затем в Бургундию, где получил звание архитектора города Дижона. В 1581 году губернаторы Безансона поручили ему проектировать внутренний фасад здания бывшего парламента Безансона (нынешнее здание суда); этими работами он руководил между 1582 и 15871 годами, одновременно создавая планы коллегиальной церкви Нотр-Дам де Бон, построенной между 1580 и 1588 годами.
В сборнике собственных гравированных проектов «Собрание разнообразных элементов, которые используются в архитектуре» (Oeuvre de la diversité des termes dont on use en architecture), опубликованном в Лионе в 1572 году, Самбен представил в гравюрах на дереве изображения причудливых деталей, орнаментов и характерных антропоморфных опор в виде мужских и женских полуфигур — атлантов и кариатид. Сам автор называл мужские фигуры теламонами. В отдельных чертах его инвенции (изобретения) схожи с мотивами, придуманными Жаком Андруэ дю Серсо или Филибером Делормом.
В некоторых гравюрах Самбен представляется «архитектором города Дижона». Он заявляет, что его цель при публикации этого тома заключалась в том, чтобы «служить работам для художников и архитекторов», чтобы сделать его изображения доступными «как ремесленникам, так и архитекторам». Описания архитектурно-декоративных элементов, в терминологии автора: «термов» (termes) следуют логике развития классических архитектурных ордеров, изложенных и объяснённых Витрувием. Однако изображения Самбена, призванные иллюстрировать трактат Витрувия (в оригинальном тексте не было иллюстраций), часто не соответствуют его описаниям. Так, коринфский ордер Самбена — это изящная фигура молодой женщины, с головы до ног замаскированная гирляндами, завитками и орнаментом гротеска. В иных вариантах для «кариатид» в качестве античного прототипа Самбен выбирал фигуру многогрудой Кибелы, Матери богов и олицетворения плодородия природы. Причудливые фигуры Самбена, однако, отражают общую эстетику маньеристского искусства, культивируемого в XVI веке во дворце Фонтенбло.
Архитектурная деятельность Самбена привела его на несколько лет в Испанские Нидерланды, где он был нанят губернатором Люксембурга в качестве скульптора и плотника. Его влияние сказалось не только на творчестве художников-декораторов Бургундии и Лотарингии, и даже южной Германии, но и на архитекторах, таких как Жозеф Бойо или Вендель Диттерлин. Мебель по проектам Самбена с декоративными резными гермами и кариатидами, пользовалась большим успехом. Так родился своеобразный «стиль Самбен», ознаменовавший вторую половину XVI века во Франции.

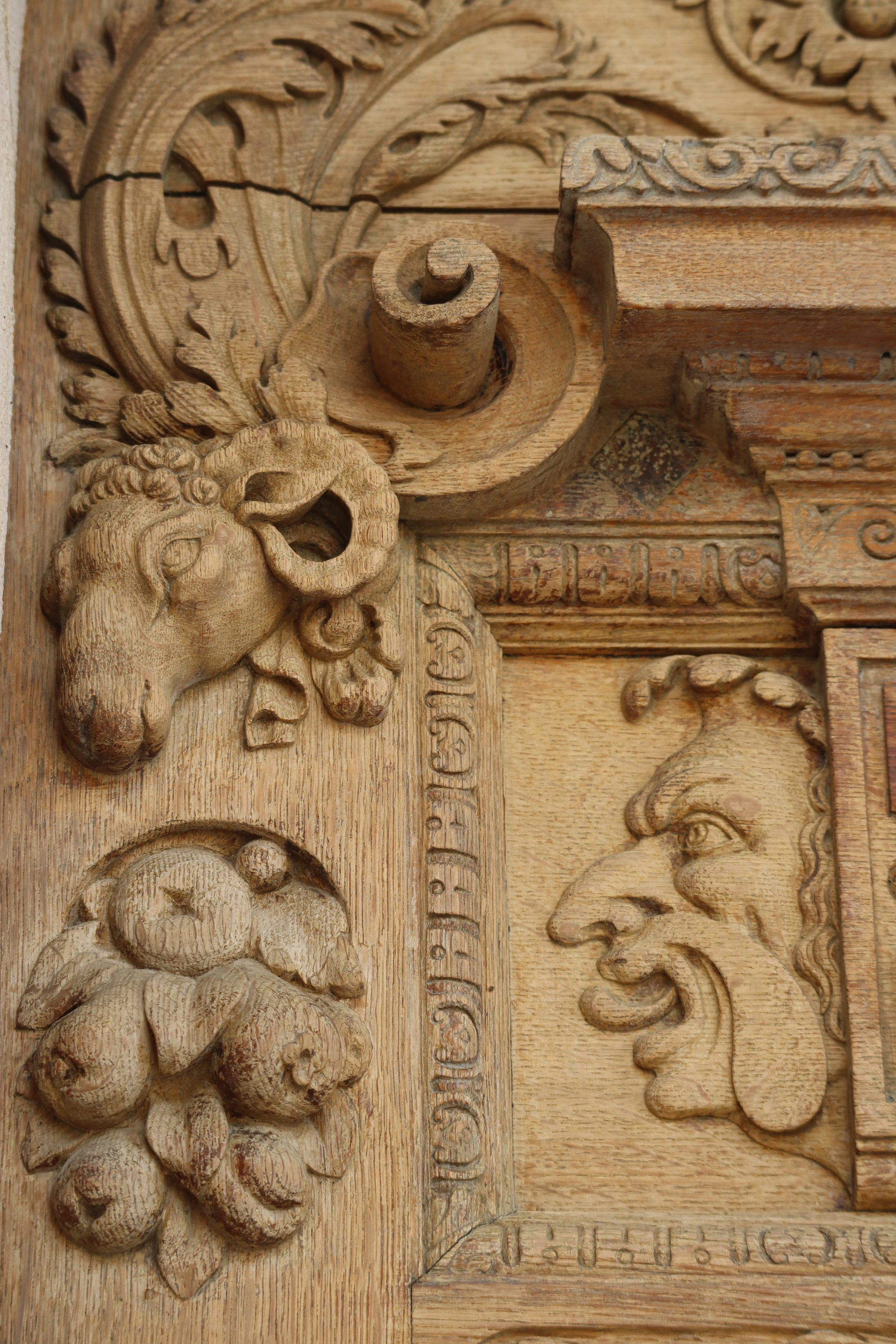
Деталь ворот. Дворец юстиции, Дижон
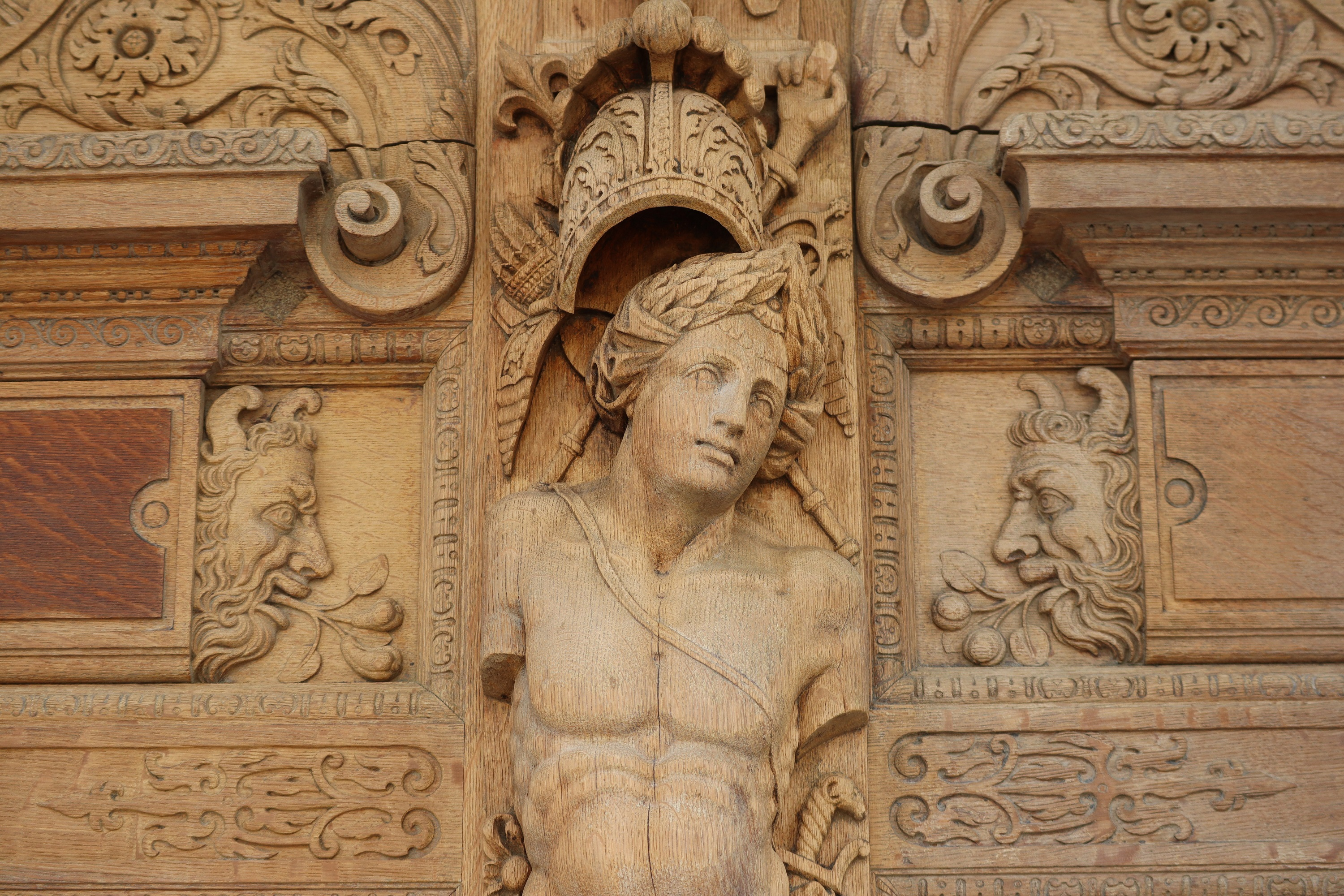
Деталь ворот
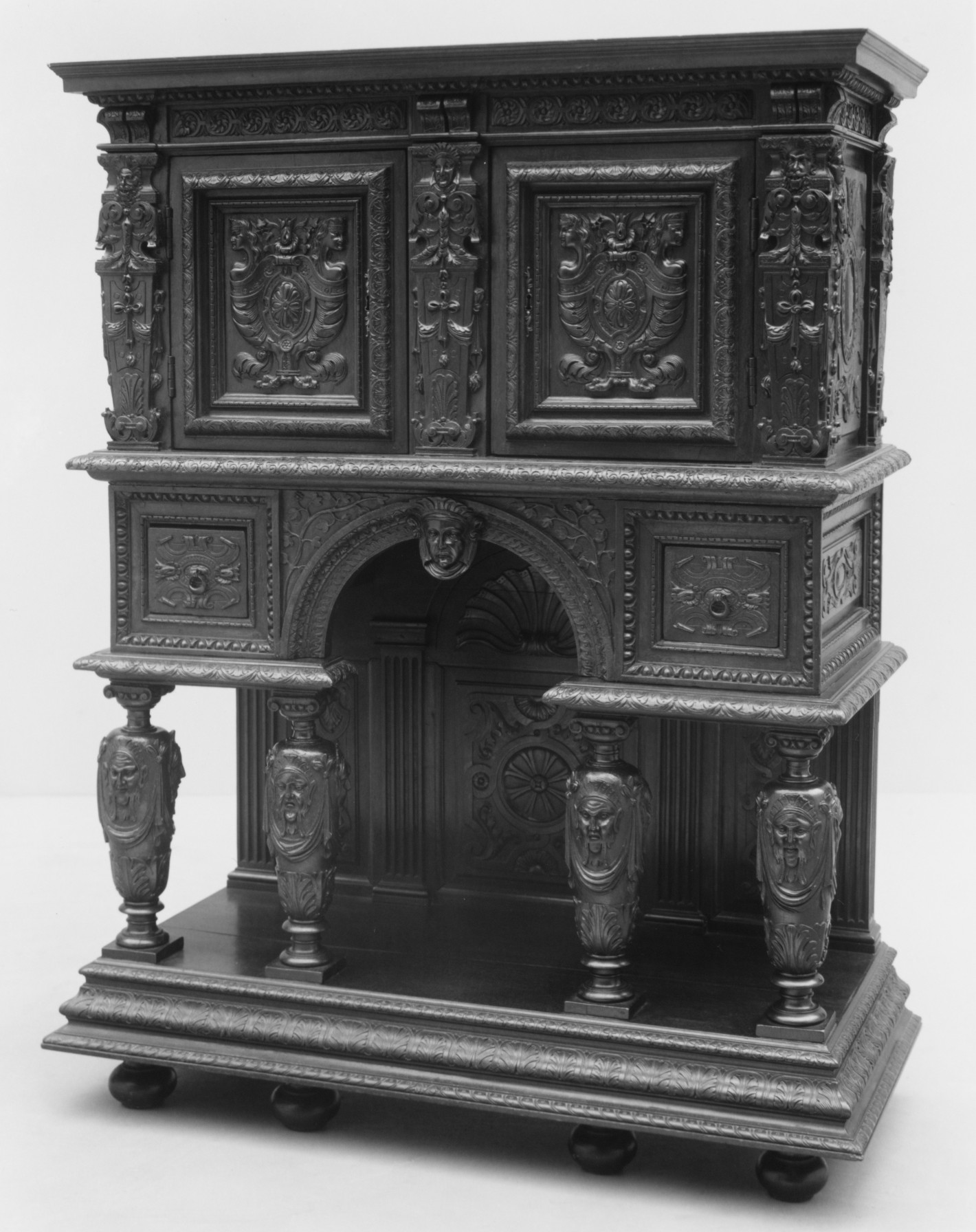
Кабинет. Реплика XIX века. Метрополитен-музей, Нью-Йорк
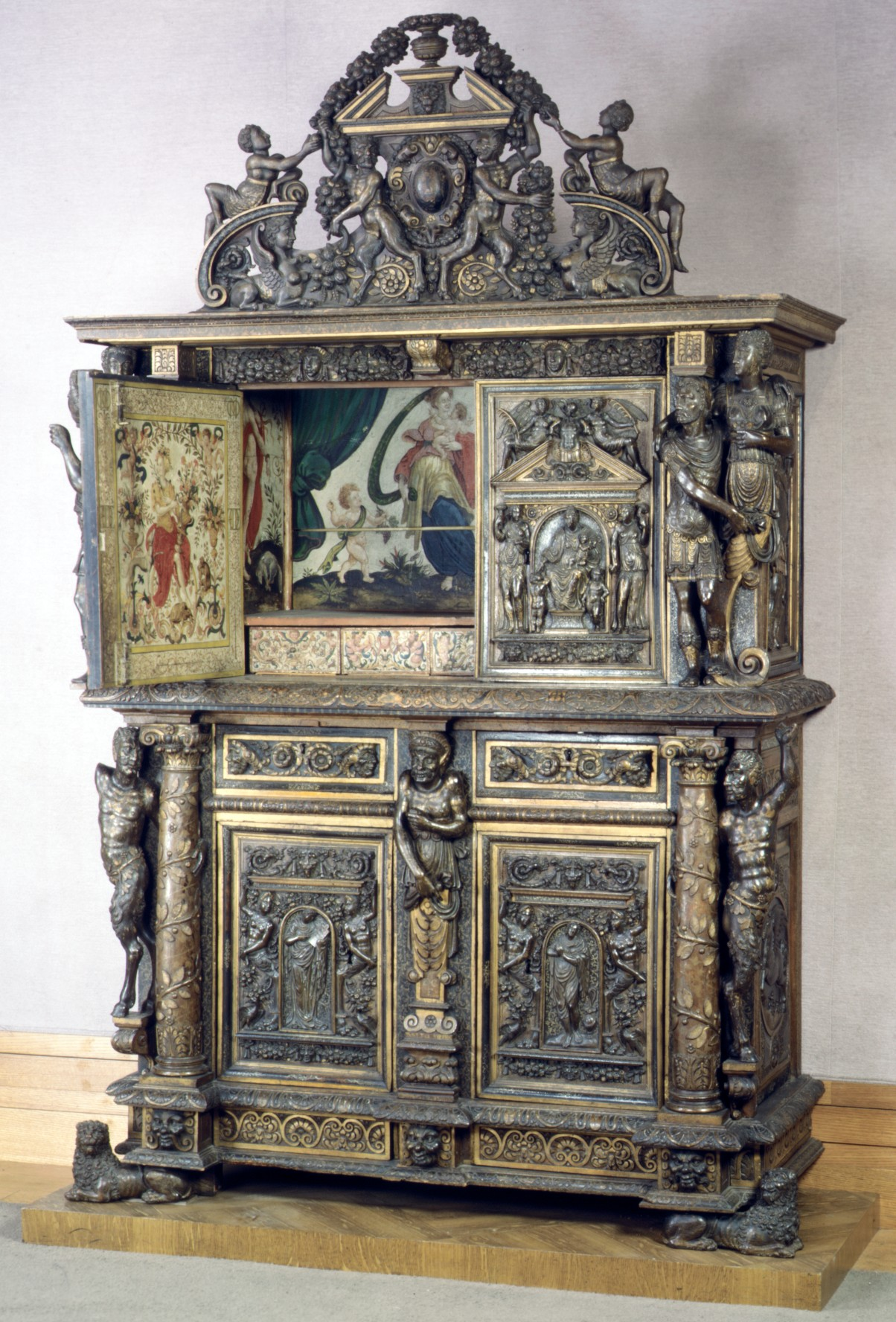
Кабинет. Реплика XIX века. Метрополитен-музей, Нью-Йорк
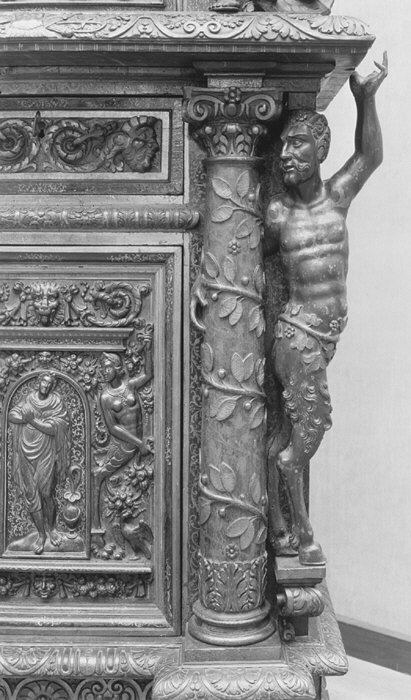
Деталь кабинета
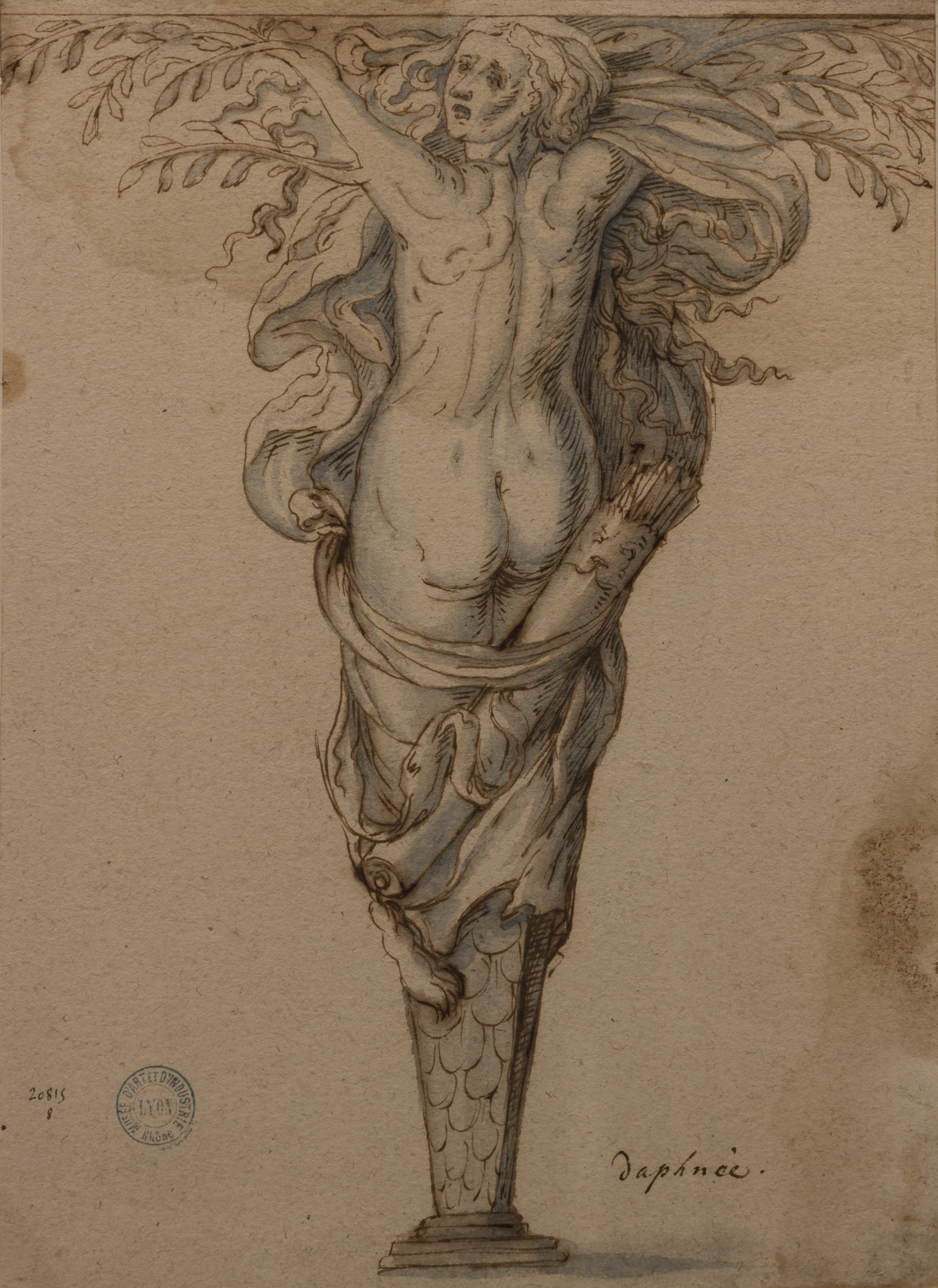
Дафна, превратившаяся в лавр. 1595. Бумага, перо, тушь, коричневая размывка и синяя акварель. Музей изобразительных искусств, Лион
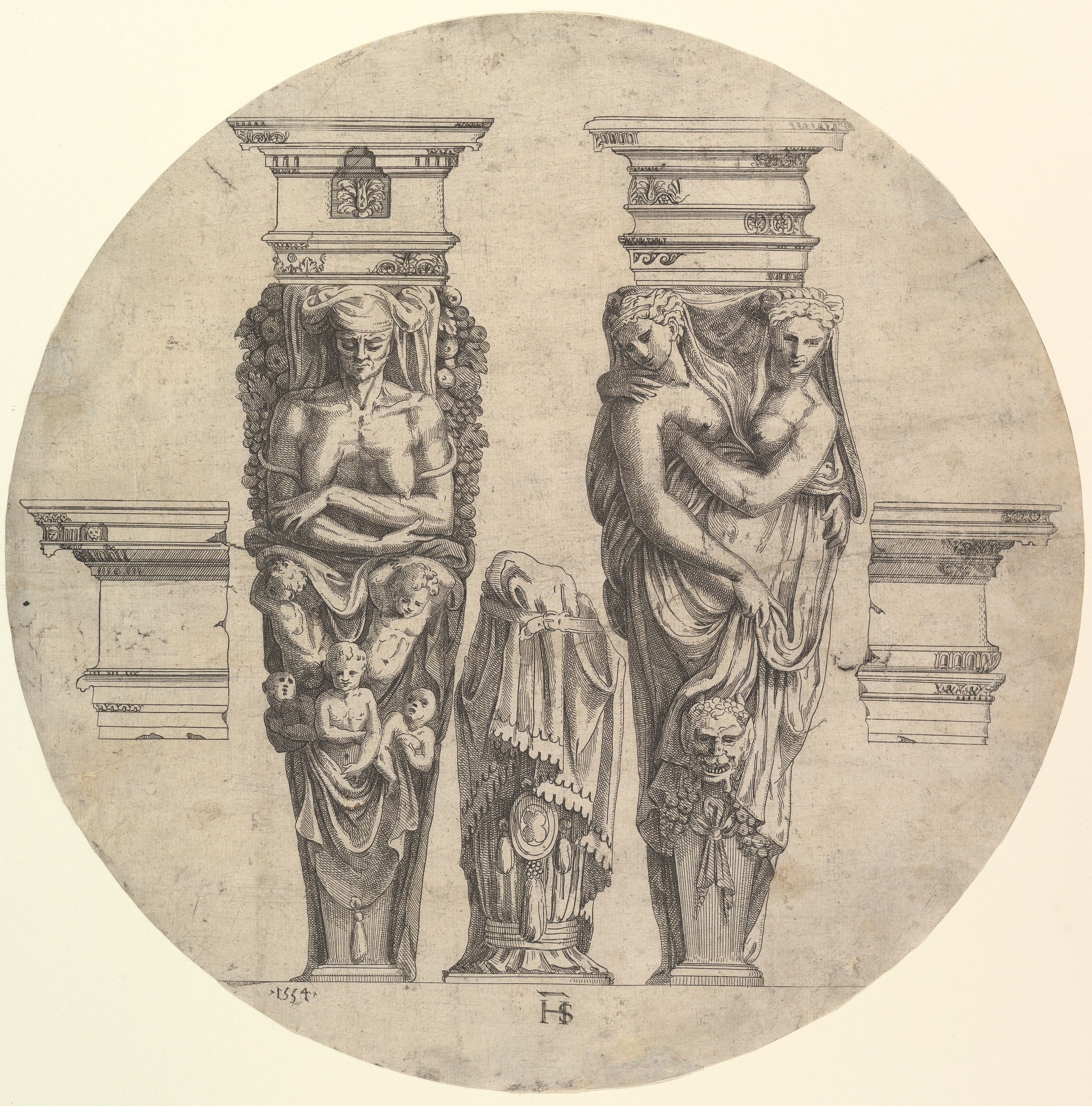
Две гермы, карнизы и пилоны. 1554. Офорт. Метрополитен-музей, Нью-Йорк